# Альфред фон Кремер
Альфред фон Кремер (нім. Alfred von Kremer; 1828, Пенцінг — 1890, Відень, Австрія) — австрійський сходознавець.

## Біографія
Був професором арабської мови у Відні, консулом в Каїрі, членом Міжнародної дунайської комісії, генеральним консулом в Бейруті, в 1880-1881 міністром Торгівлі Австрії.

## Головні праці фон Кремера
- «Середня Сирія і Дамаск» (нім. «Mittelsyrien und Damascus», 1853);
- «Єгипет» (нім. «Aegypten», 1863);
- «Про південноарабскі легенди» (нім. «Ueber die südarabische Sage», 1866);
- «Історія панівних уявлень ісламу» (нім. «Geschichte der herrschenden Ideen des Islams», 1868);
- «Історія східної культури епохи халіфату» (нім. «Kulturgeschichte des Orients unter den Kalifen», 1875-1877).
- Mittelsyrien und Damaskus (Bécs, 1853);
- Aegypten Forschungen über Land und Volk (Lipcse, 1863, 2 kötet);
- Ueber die südarabische Sage (Lipcse, 1866-67);
- Geschichte der herrschenden Ideen des Islams (1868);
- Culturgeschichte des Orients unter den Chalifen (Bécs, 1875-77, 2 kötet);
- Ibn Chaldun und seine Geschichte d. islam. Völker (u. o. 1879);
- Beiträgezur arabischen Lexikographie (u. o. 1883);
- Ueber d. Geschichte des Labyd. (u. o. 1881).

Окремо варто виділити книгу «Національна ідея і держава» (нім. «Nationalitätsidee und Staat», 1885), в якій Кремер бореться з клерікальними тенденціями внутрішньої політики Австрії.